# Корсунский (посёлок)
Корсунский — посёлок в Домбаровском районе Оренбургской области. Входит в состав Ащебутакского сельсовета.

## История
В 1966 г. Указом Президиума ВС РСФСР поселок отделения № 1 совхоза «Солнечный» переименован в Корсунский.

## Население
| 2010 |
| ---- |
| 211  |